# Neoseiulus martinicensis
Neoseiulus martinicensis är en spindeldjursart som beskrevs av Moraes och Kreiter 2000. Neoseiulus martinicensis ingår i släktet Neoseiulus och familjen Phytoseiidae. Inga underarter finns listade i Catalogue of Life.